# Here Comes the Sun
Here Comes the Sun (englisch für „Hier kommt die Sonne“) ist ein Lied der britischen Band The Beatles, das von George Harrison komponiert wurde. Es wurde am 26. September 1969 auf dem Album Abbey Road veröffentlicht. Das Stück zählt neben While My Guitar Gently Weeps, Something und My Sweet Lord zu Harrisons bekanntesten Werken.

## Entstehung
George Harrison schrieb das mit „Here comes the sun, de-de-de-de“ einsetzende Stück in einer für ihn schwierigen Zeit. Im Januar 1969 hatte er während der Sessions für das Get-Back-Projekt die Beatles für mehrere Tage im Streit verlassen. Am 8. Februar 1969 mussten seine Mandeln entfernt werden, am 12. März 1969 war er wegen des Besitzes von Marihuana verhaftet worden. Als belastend empfand er auch die geschäftlichen Querelen im Umfeld des Beatles-Unternehmens Apple Corps. So hatte er beschlossen, dem Ganzen für eine Weile zu entfliehen und er besuchte seinen Freund Eric Clapton. In dessen Garten komponierte er das Stück.
In seiner Autobiografie I, Me, Mine äußerte sich Harrison zur Entstehung des Liedes:

„Here Comes the Sun was written at the time when Apple was getting like school, where we had to go and be businessmen, all this signing accounts, and ’sign this‘ and ’sign that‘. Anyway, it seems as if winter in England goes on forever; by the time spring comes you really deserve it. So one day I decided – I’m going to ’sag off‘ Apple, and I went over to Eric’s house: […] The relief of not having to go see all those dopey accountants was wonderful, and I was walking around the garden with one of Eric’s acoustic guitars and wrote Here Comes The Sun.“

„Here Comes the Sun wurde zu der Zeit geschrieben, als die Arbeit bei Apple so wurde, als müssten wir wieder zur Schule gehen und Geschäftsleute sein; all diese Rechenschaftsberichte unterschreiben, ‚unterschreibe dies‘ und ‚unterschreibe das‘. Irgendwie scheint es, als ob der Winter in England niemals endet, wenn der Frühling kommt, hast du das wirklich verdient. Eines Tages beschloss ich, meine Arbeit bei Apple einfach zu ‚schwänzen‘ und ich ging zu Erics Haus: […] Die Befreiung, all diese dämlichen Buchhalter nicht zu sehen, war wunderbar, und ich ging mit einer von Erics akustischen Gitarren durch den Garten und schrieb Here Comes the Sun.“

Im Mai 2023 hatte Here Comes the Sun die Marke von 1 Milliarde Streams auf Spotify überschritten und ist damit der erste Beatles-Song, dem dies gelungen ist.

## Aufnahme
Die Aufnahmen für Here Comes the Sun begannen am 7. Juli 1969 in den Abbey Road Studios in London. Als Produzent war George Martin verantwortlich. Von den Beatles waren nur George Harrison, Paul McCartney und Ringo Starr anwesend. John Lennon fehlte wegen eines Verkehrsunfalls, den er am 1. Juli 1969 in Schottland gehabt hatte.
George Harrison sang und spielte akustische Gitarre, womit auch die Gesangsstimme gedoppelt wurde, Paul McCartney spielte Bass und Ringo Starr Schlagzeug. Bis zum späten Abend wurden 13 Takes aufgenommen, bevor man zufrieden war. Die letzte Stunde dieser Session diente dazu, die Gitarrenspur zu perfektionieren. Am folgenden Tag wurde die Arbeit mit Overdubs an Take 13 fortgesetzt. Harrison nahm eine neue Gesangsspur auf, Paul McCartney und er fügten die Backing Vocals hinzu. Am 16. Juli 1969 folgten weitere Overdubs, man nahm Händeklatschen und eine Harmoniumspur auf. Am 6. und 11. August 1969 nahm Harrison weitere Gitarrenspuren auf.
Am 15. August 1969 erhielt das Stück ein von George Martin stammendes Orchesterarrangement. Zum Einsatz kamen vier Bratschen, vier Celli, ein Kontrabass, zwei Klarinetten, zwei Querflöten, zwei Flöten und zwei Piccoloflöten. Am 19. August 1969 erhielt das Lied seine letzte Ergänzung. Harrison fügte eine auf einem Moog-Synthesizer gespielte Passage hinzu. Am selben Tag wurde das Stück fertig abgemischt. Auf der Schallplatte Abbey Road wurde Here Comes the Sun als erstes Stück der B-Seite platziert.

## Veröffentlichungen
- Am 26. September 1969 erschien in Deutschland das 15. Beatles-Album Abbey Road, auf dem Here Comes the Sun enthalten ist. In Großbritannien wurde das Album ebenfalls am 26. September veröffentlicht, dort war es das zwölfte Beatles-Album. In den USA erschien das Album fünf Tage später, am 1. Oktober, dort war es das 18. Album der Beatles.
- Im Juni 1970 wurde in Portugal (Katalognummer: Odeon 8E 006-04 423 M)[3] und Japan (Katalognummer: Apple AR 2520)[4] die weitere Single Oh! Darling / Here Comes the Sun aus dem Album ausgekoppelt.
- Am 27. September 2019 erschien die 50-jährige Jubiläumsausgabe des Albums Abbey Road (Super Deluxe Box), auf dieser befindet sich eine bisher unveröffentlichte Version (Take 9) von Here Comes the Sun.
- Am 10. November 2023 wurde das Kompilationsalbum 1967–1970 erneut wiederveröffentlicht. Auf diesem befindet sich Here Comes the Sun in der von Giles Martin und Sam Okell 2019 neu abgemischten Version.

## Coverversionen
George Harrison spielte das Stück am 1. August 1971 live in einer akustischen Version im Rahmen des von ihm organisierten Konzerts für Bangladesh. Es erschien auf dem zugehörigen Soundtrack.
Das Lied wurde von über 460 Künstlern gecovert. Zu den erfolgreichsten Coverversionen zählen die des US-amerikanischen Folksängers Richie Havens, der mit seiner Interpretation 1971 bis auf Platz 16 der US-Charts kam und die Aufnahme von Steve Harley, der damit 1976 den zehnten Platz der britischen Hitparade erreichte. Weitere Coverversionen:
- Die US-amerikanische Jazz-Musikerin Nina Simone nahm eine Version des Liedes für ihr Album Here Comes the Sun auf, das im September 1971 veröffentlicht wurde.
- Der jamaikanische Reggae-Sänger Peter Tosh coverte den Song Anfang der 1970er Jahre mit seiner damaligen Band The Wailers.
- Die österreichische Band S.T.S. nahm 1981 eine deutsche Version in steirischem Dialekt auf mit dem Titel Da kummt die Sunn. Im Lied Fürstenfeld wird die Coverversion genannt.
- Beim Concert for George im Jahr 2002 wurde Here Comes the Sun von Joe Brown vorgetragen.
- Der Cellist Yo-Yo Ma veröffentlichte 2008 für sein Weihnachtsalbum Songs of Joy and Peace eine Version des Stücks, begleitet wurde er dabei von James Taylor.
- Die schwedische Band Ghost veröffentlichte 2011 die japanische Version ihres Debütalbums Opus Eponymous, die als Bonustitel Here Comes the Sun enthielt.
- Für das von ihm gestaltete offizielle Album zum 60. Thronjubiläum von Queen Elisabeth II. mit dem Titel Sing nahm Gary Barlow seine Version des Liedes auf.

## Auszeichnungen für Musikverkäufe
| Land/Region                  | Auszeichnungen für Musikverkäufe (Land/Region, Auszeichnung, Verkäufe) | Verkäufe  |
| ---------------------------- | ---------------------------------------------------------------------- | --------- |
| Brasilien (PMB)              | Gold                                                                   | 30.000    |
| Dänemark (IFPI)              | 2× Platin                                                              | 180.000   |
| Deutschland (BVMI)           | Gold                                                                   | 250.000   |
| Italien (FIMI)               | Platin                                                                 | 70.000    |
| Neuseeland (RMNZ)            | 5× Platin                                                              | 150.000   |
| Spanien (Promusicae)         | 2× Platin                                                              | 120.000   |
| Vereinigtes Königreich (BPI) | 4× Platin                                                              | 2.400.000 |
| Insgesamt                    | 2× Gold · 14× Platin ·                                                 | 3.200.000 |